# Hohenried (Altomünster)
Hohenried ist ein Gemeindeteil von Altomünster im oberbayerischen Landkreis Dachau. Am 1. Januar 1972 kam der Weiler Hohenried als Ortsteil von Stumpfenbach zu Altomünster.
Der Ort wird erstmals 1266 als „Hohenrieth“ überliefert.